# ブリティッシュ・レストラン

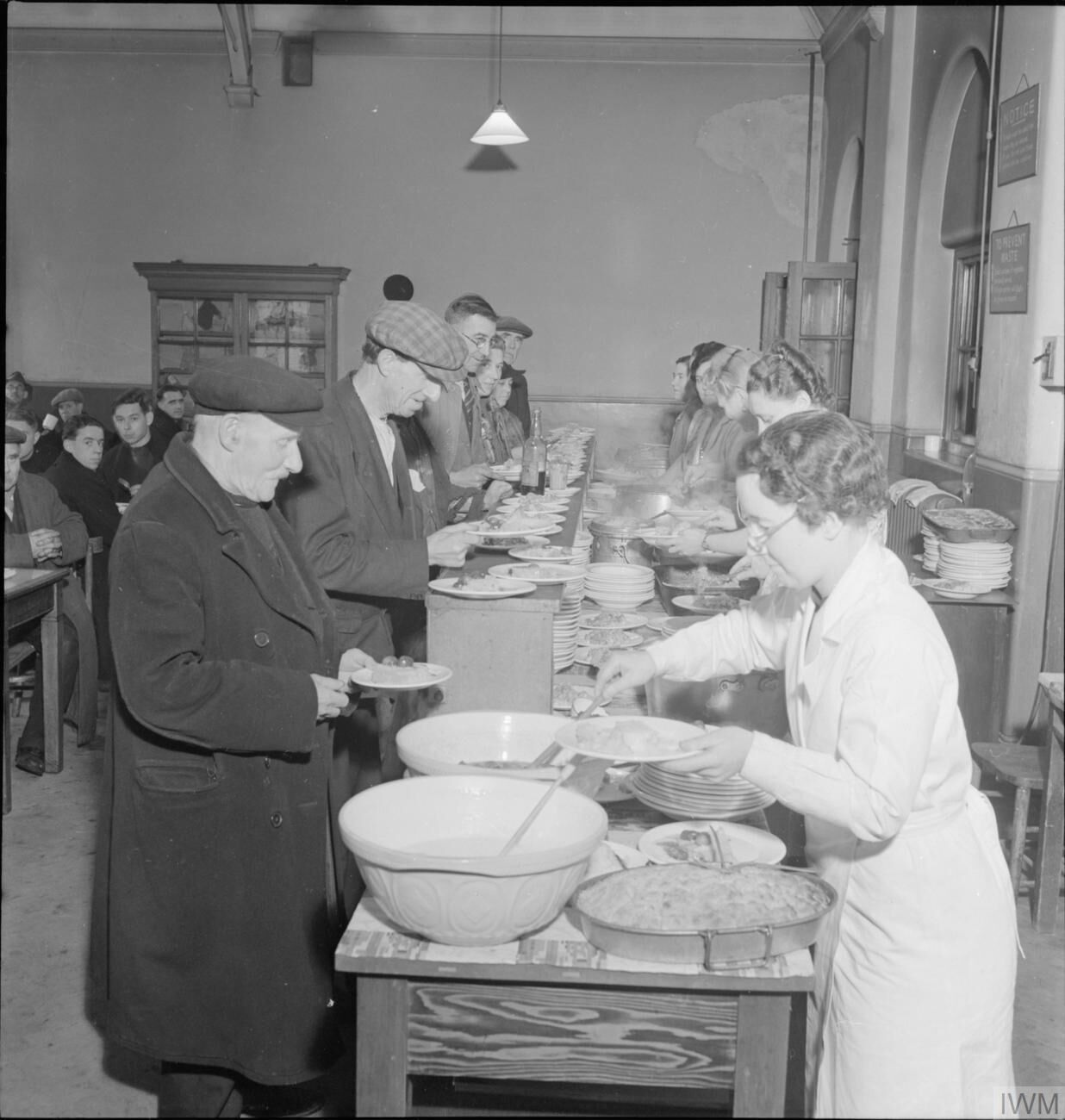
ロンドン、ポプラーのウールモア通りにあったブリティッシュ・レストラン（1942年）

ブリティッシュ・レストラン（英語: British Restaurants）は、第二次世界大戦中のイギリスにおいて、爆撃で家を失った人や配給切符を使い切った人、あるいはその他の助けを必要としている人々に食事を提供するべく、1940年から設置された共用食堂である。1943年の時点で、2,160軒のブリティッシュ・レストランがあり、1日60万食の非常に安価な食事を提供していた。終戦後の1947年に廃止された。労働党は、ブリティッシュ・レストランを階級を超えた消費の平等化を実現し、全ての人に栄養のある食事を保証する恒久的な解決策とみなしていた。

## 第二次世界大戦
もともとは地域給食所（Community Feeding Centres）と呼ばれていたが、まもなくウィンストン・チャーチル首相が考案したブリティッシュ・レストランという名称に改められた。食料省によって設置され、自治体およびボランティア団体によって非営利を原則として運営された。食事の価格は9旧ペンス（十進化後の4ペンス以下で、2023年時点の3ポンドに相当）が上限とされた。肉、狩猟肉、鶏肉、魚、卵、チーズを1食分以上食べることは認められていなかった。1割のブリティッシュ・レストランでは、中央集積所で調理された料理を提供していた。食堂や調理場を備える学校や教会がしばしば使われた。ロンドンでは、移動食堂が空襲後に防空壕や路上で食事を提供していた。
一方、通常の民間のレストラン引き続き営業しており、配給制度の対象ともされていなかった。ただし、食事は3コース以上提供しないこと、最高価格は5シリング（60旧ペンス、25ペンス、2023年時点の17ポンドに相当）とすることなど、いくつかの制限が課されていた。
1941年半ばまでに、ロンドン・カウンティ議会管轄地域には200軒を超えるブリティッシュ・レストランが設置されていた。1941年から1943年に戦時社会調査部が実施した調査によれば、ロンドンでは他地域よりもブリティッシュ・レストランの人気があった。1942年11月の時点で1,899軒が設置されていた。1943年までに全国でおよそ2,160軒まで増加し、1日あたり60万食をおよそ9旧ペンスで提供した。非営利を原則として運営されていたが、546軒が黒字、203軒が赤字を出していた。
ブリティッシュ・レストランの基準を満たさない小さな店舗においては、近くのブリティッシュ・レストランから配達された食事を提供するキャッシュ・アンド・キャリー・レストラン（Cash and Carry Restaurant）が設置されていた。

## 料理

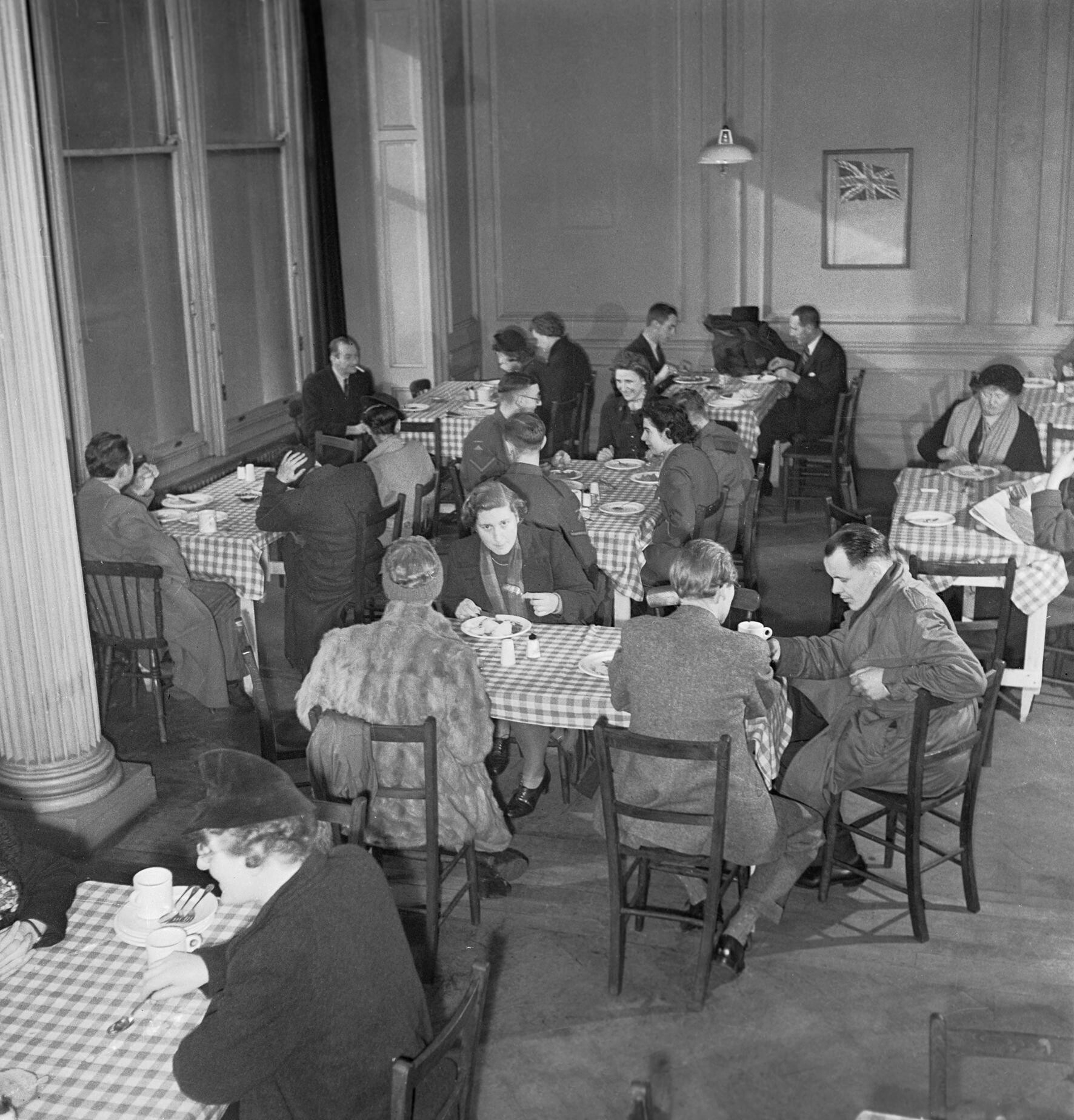
ブリティッシュ・レストランで夕食を取る人々（1943年）

食料省の栄養士ジェームズ・H・バーカー（James H. Barker）は、各地域の好みと健康を考慮し、提供する料理の認可を行った。そのため、例えばスコットランドで提供される料理は、地域住民の味の好みを考慮した結果、ロンドンで提供されるものとは大きく異なっていた。客に「1日のエネルギー必要量の3分の1」を提供することとされていたため、健康も考慮すべき事項の1つであった。とりわけ注意が払われたのはビタミンCの摂取である。戦時下の配給制度のもと、果物は極めて入手しづらかった。そのため、キャベツなどのビタミンC含有率が高い野菜が多く使われた。大量調理によってビタミンが破壊されるのではないかという懸念もあった。
ブリティッシュ・レストランの食事は量がある割に質もよいと言われていた。9旧ペンスの支払いで、客は3コースの食事を取ることができた。慣習に従い、客は肉1品と野菜2品を注文することが多かった。通常、肉料理5品、野菜5品、デザート5品のメニューから選ぶことができたが、人口の多い地域ではより多くのメニューが提供されていた。ロースト料理のほか、パンに代わって提供されたジャガイモ料理が人気のメニューだった。調理は商業的な規模で工業化されており、コスト削減が図られた。例えば、ジャガイモのスライスも機械で行われていた。

## 戦後
1947年以降、一部のブリティッシュ・レストランは、市民食堂法のもと、地方議会が運営する市民食堂（Civic Restaurants）に転換された。1949年の時点で、全国で678軒の市民食堂が残っていた。当時は労働党クレメント・アトリー政権下で様々な改革が進められつつあったが、依然として多くの食品が配給制度の対象とされていた。労働党の食糧大臣ジョン・ストレイチャーは、「飲食業界の民間企業は、概して、労働者階級ではなく中流階級を対象としてきた（private enterprise in the catering trade has, on the whole and by and large, catered for the middle class and not for the working class.）と指摘した。
市民食堂は3年連続で赤字を出した場合、影響を継続するために大臣の許可が必要になると定められていた。一部は少なくとも1960年代後半まで営業を続けた。ケンブリッジには1970年のライオンヤード再開発の頃まで1軒が存続していた。